# پنتوکسی فیلین
پنتوکسی فیلین (به انگلیسی: Pentoxifylline)
رده درمانی: گشادکننده عروق
اشکال دارویی: قرص

## موارد مصرف
پنتوکسی فیلین اصولاً جهت درمان بیماری عروق محیطی مصرف می‌شود. این دارو سبب افزایش جریان خون به بافت‌های ایسکمیک می‌شود و اکسیژن رسانی به بافت‌ها را در بیماران مبتلا به بیماری عروق محیطی بهبود می‌دهد. درلنگیدن متناوب ناشی از انسداد عروق پا، آنمی سیکل سل و ناباروری مردان تجویز می‌شود . این دارو همچنین فشار اکسیژن را در کورتکس مغز و مایع مغزی نخاعی افزایش می‌دهد لذا در اختلالات عروقی مغز بکار می‌رود.

## مکانیسم اثر
پنتوکسی فیلین یک مشتق گزانتین است. این دارو یک گشادکننده عروق است ولی فعالیت عمده آن کاهش ویسکوزیته خون، احتمالاً از طریق اثر بر قابلیت تغییر شکل دادن گویچه‌های قرمز و میزان تجمع و چسبیدن پلاکتها می‌باشد. در درمان ناباروری پنتوکسی فیلین به عنوان مهارکننده آنزیم فسفودی استراز عمل کرده و افزایش سطح cAMP سلولی را بدنبال خواهد داشت، این افزایش متعاقباً باعث ازدیاد گلیکولیز تپش قلب، آریتمی قلبی و واکنش‌های حساسیت مفرط با مصرف این دارو گزارش شده‌است.